# Jaid Barrymore

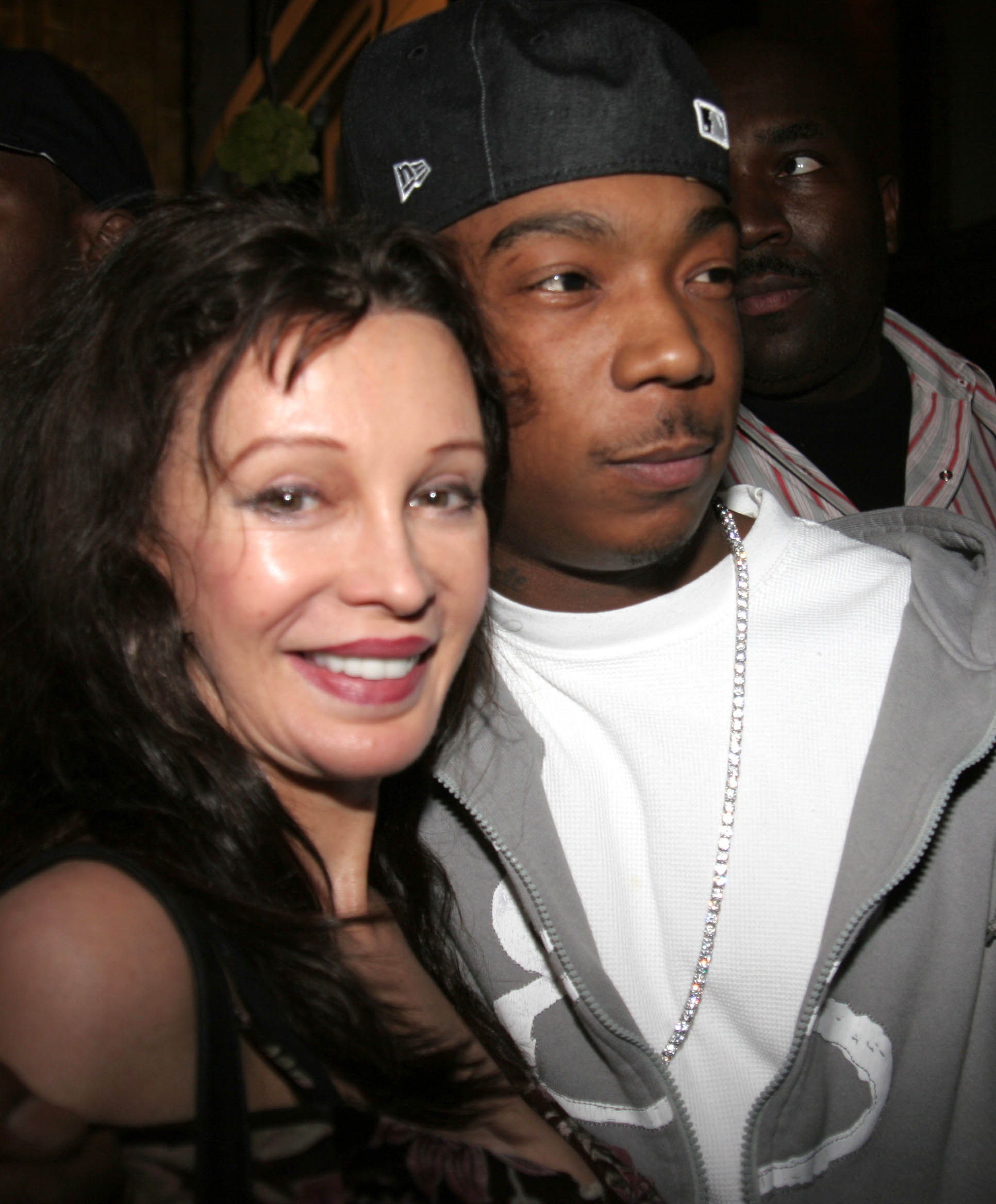
Jaid Barrymore mit Ja Rule im Februar 2005

Ildiko Jaid Barrymore (* 8. Mai 1946 in Brannenburg, Bayern; als Ildikó Jaid Makó) ist eine US-amerikanische Schauspielerin ungarischer Herkunft.

## Leben
Ildikó Jaid Makó, so der bürgerliche Name der Schauspielerin, wurde 1946 als Tochter eines ungarischen Ehepaares in einem Lager der Alliierten für „Displaced Persons“ außerhalb von München geboren. Später siedelte sie in die Vereinigten Staaten über. Hier lernte sie in den 1970er Jahren den Schauspieler John Drew Barrymore kennen, den sie kurze Zeit später auch heiratete. Aus dieser Verbindung entstammt die gemeinsame Tochter Drew Barrymore. Kurze Zeit später trennte sich das Paar wieder.
Jaid Barrymore begann Anfang der 1980er Jahre als Schauspielerin zu arbeiten und spielte teilweise an der Seite ihrer bekannteren Tochter Drew, an deren Erfolg sie aber nie heranreichen konnte. Für Furore sorgte sie im September 1995, als sie sich für die US-Ausgabe des Playboy fotografieren ließ und auf dem Cover des Männermagazins erschien – acht Monate nachdem ihre Tochter Drew für das Magazin posiert hatte.

## Filmografie
- 1982: Nightshift – Das Leichenhaus flippt völlig aus (Night Shift)
- 1984: Triple Trouble (Irreconcilable Differences)
- 1992: Guncrazy
- 1992: Me, Myself and I
- 1992–1993: Eek! The Cat (Fernsehserie, 26 Folgen, Stimme)
- 1993: Doppelgänger (Doppelganger)
- 1994: Im Labyrinth der Leidenschaft (Inevitable Grace)
- 1997: Silent Prey
- 1998: Enchanted
- 1998: Last Days of Disco – Nachts wird Geschichte gemacht (The Last Days of Disco)
- 1999: The Stand-In
- 2000: Glam-Trash
- 2000: He Outta Be Committed
- 2000: Everything’s Jake
- 2001: Directing Eddie (Kurzfilm)
- 2001: The Wedding
- 2002: Freax and the City (Big Apple)
- 2003: The Lucky Ones
- 2005: Funny Valentine
- 2005: Searching for Bobby D
- 2008: Redirecting Eddie